# Viides Luku: Hävitetty
Albums de Moonsorrow
Verisäkeet Tulimyrsky
Viides Luku: Hävitetty (Chapitre cinq: Ravagés) est le cinquième album studio du groupe finlandais Moonsorrow. Il est sorti le 15 janvier 2007 sous le label Spinefarm Records. 
Tout en restant dans la continuité du style du groupe, Härvitetty induit une évolution par rapport à son prédécesseur. En effet, même si les instruments folkloriques et les chœurs sont toujours présents, on remarque que cet opus contient en plus des éléments qui font pencher le style vers le Black metal, comme la présence de blasts à la batterie ou les tremolo picking à la guitare. 

## Liste des titres
1. Jäästä Syntynyt / Varjojen Virta - 30:10
2. Tuleen Ajettu Maa - 26:19

## Musiciens
- Henri Sorvali – guitare, synthétiseur, chant clair, chœurs
- Mitja Harvilahti – guitare, chant
- Ville Sorvali – basse, chant, chœurs
- Markus Euren – claviers
- Marko Tervonen – batterie, percussions, chœurs